# 니키튜토리얼스
니키튜토리얼스(NikkieTutorials, 1994년 3월 2일 ~ )는 네덜란드의 메이크업 아티스트, 뷰티 유튜버 겸 브이로거로, 본명은 니키 더야허르(Nikkie de Jager)이다. 2015년 "메이크업의 힘"이라는 영상을 통해 전 세계적으로 이름을 알리기 시작했다. 2020년 1월 13일, 트랜스젠더 커밍아웃을 했다.

## TV 출연
- 엘런 드제너러스 쇼
- 유로비전 송 콘테스트 2021

## 수상
- 틴 초이스 어워드
- 피플스 초이스상
- 니켈로디언 키즈 초이스 어워드